# Рот-Вайсс (футбольный клуб, Ален)
«Рот Вайсс Ален» (нем. Rot Weiss Ahlen) — немецкий футбольный клуб из города Ален. С сезона 2024/2025 выступает в Оберлиге «Вестфалия».

## История клуба
Клуб основан в начале XX века шахтёрами. В 1917 году Freie Sportclub Union (FSCU) Ahlen создали команду, ставшую одной из лучших во всём регионе. В период расцвета Третьего рейха команда была расформирована из политических соображений. Новый клуб, Германия Ален, был создан в 1933 году. Команда слилась с сильным местным клубом Вакер Ален, чтобы создать крупнейшую спортивную ассоциацию города.
После Второй мировой войны попытки возродить клуб были неудачны до тех пор, пока члены восьми довоенных команд не собрались вместе в 1948 году чтобы создать ТуС Ален. Новая команда последующие десятилетия играла в местных высших лигах. В 1991 году команда столкнулась с финансовыми проблемами и вылетела в низшие лиги. Местный благодетель по имени Хельмут Спиккер помог клубу, дав взаймы денег, предоставленные ему производителем косметики LR International. Клуб вновь начал побеждать в различных дивизионах Германии.
Leichtathletik Rasensport Ahlen был основан 1 июня 1996 года когда TuS Ahlen слился с командой Blau-Weiß Ahlen, чтобы начать выступать в Региональной лиге в сезоне 1996/97. В сезоне 1998/99 клуб купил некоторых игроков, игравших в Бундеслиге. Однако, они смогли занять лишь шестое место и вскоре распродали всех своих известных игроков. В сезоне 1999/00 клуб занял второе место, победив со счётом 2:1 в матче за выход во Вторую Бундеслигу берлинский «Унион». Лучший результат команды из Алена был зафиксирован в их дебютном сезоне во Второй Бундеслиге — 6 место. В 2006 году команда заняла 17 место и понизилась в классе. Пока команда прозябала в Третьей лиге, она потеряла своего главного спонсора и 31 мая того же года сменила название на Rot-Weiß Ahlen. В сезоне 2007/08 «Рот-Вайсс» (Ален) занял 1 место в Региональной лиге «Север» и вернулся во Вторую Бундеслигу. В сезоне 2009/10 аленцы заняли последнее (18) место с 22 очками и понизились в классе.

## Достижения
- Чемпионы Бециркслиги «Вестфалия»: 1993
- Чемпионы Ландеслиги «Вестфалия»: 1994
- Чемпионы Фербандслиги «Вестфалия-Северо-Восток»: 1995
- Чемпионы Оберлиги «Вестфалия»: 1996